# Türke András István
Türke András István (Budapest, 1980. október 8. –) magyar történész, politológus, nemzetközi kapcsolatok szakértő, biztonságpolitikai elemző, műfordító. A Szegedi Tudományegyetem Frankofón Központjának tudományos főmunkatársa, a svájci Europa Varietas Institute igazgatója.
Fő kutatási területe az európai integráció és a 20–21. századi Franciaország kül- és biztonságpolitikája valamint a szubszaharai Afrika története, különös tekintettel Bissau-Guineára, a Kongói Demokratikus Köztársaságra, Szudánra és Elefántcsontpartra.

## Tanulmányai és tudományos fokozatai
Türke András István Budakeszin nőtt fel, édesapja dr. Türke István budakeszi háziorvos, édesanyja Sedlacsek Judit vegyésztechnikus, testvére Juhászné Türke Ildikó Judit az Aggteleki Nemzeti Park Zempléni Tájegységének botanikai referense.
Egyetemi tanulmányait az Eötvös Loránd Tudományegyetem (ELTE BTK és TÁTK) történelem és politológia szakán végezte, a Magyar Köztársaság és az ELTE bronz, majd ezüst fokozatú tudományos ösztöndíjasaként. M.A. diplomát szerzett a CIFE ösztöndíjasaként az Európai Bizottság nizzai nemzetközi tanulmányok diplomataképző intézetében (Institut des Hautes Études Internationales, IEHEI, ma: IE-EI) majd e diplomáját a Budapesti Corvinus Egyetem nemzetközi tanulmányok szakán honosította.
Ezután a Fondation Robert Schuman, az Ile-de-France régió, majd a francia kormány ösztöndíjasaként folytatott doktori tanulmányokat és kutatásokat Párizsban. 2008 június 27-én az Université de la Sorbonne Nouvelle - Paris III egyetem ED-385 EEC (Espace Européen Contemporain) interdiszciplináris jelenkortörténeti doktori iskolájában (ma: ED-514, EDEAGE) védte meg doktori munkáját, summa cum laude minősítéssel. Francia doktori fokozatát 2017-ben a Szegedi Tudományegyetemen honosította. A 2015-2018-as időszakra elnyerte a Magyar Tudományos Akadémia (MTA) Bolyai ösztöndíját, mellyel főként Franciaországban (Párizs) és Svájcban (Genf) folytatott posztdoktori kutatásokat. Közel 750 oldalas, a nemzetközi kapcsolatok története diszciplínájú doktori disszertációja levéltári anyagok széles körű bevonásával és számos interjú készítésével vizsgálta az Európai Unió kül-, biztonság- és védelempolitikáját, első műveleteit, misszióit Afrikában valamint a Nyugat-Balkánon. A disszertáció több francia és magyar nyelvű könyvének alapja.
2018. október 8-án habilitált az SZTE Bölcsészettudományi Karán. Oktatási előadását "Franciaország és a NATO viszonya (1949-2009)" címmel, tudományos előadását "Afrika és az EU (EGK) gazdasági és politikai kapcsolatrendszerének története" címmel tartotta.

## Munkássága
Kutatásainak középpontjában egyrészt az Európa-gondolat és az európai integráció története, másrészt az Európai Unió kül-, biztonság-, és védelempolitikája valamint az európai védelmi ipar (CFSP, CSDP), harmadrészt a francia V. Köztársaság története, kül- , biztonság- és Afrika-politikája áll. Kutatásaiban különös hangsúlyt kap a Nyugat-Balkán és a szubszaharai Afrika (különös tekintettel Bissao-Guinea, a Kongói Demokratikus Köztársaság, Szudán és Elefántcsontpart) 20-21. századi története.
2008-tól az Europa Varietas Institute (EUVI) alapítója és igazgatója. A kül- és biztonságpolitikai tárgyú, francia és angol nyelvű CERPESC Analyses (ISSN 2073-5634) és a magyar nyelvű, diplomáciai profilú EuVI Tanulmányok (ISSN : 2061-9812) főszerkesztője, a Társadalom & Politika (ISSN 1786-8475) politológiai szakfolyóirat szerkesztője.
Az ELTE BTK-n 2001-ben megalapította, majd vezette a 2008-ig folyamatosan működő és publikáló Nemzetközi Kapcsolatok és Európai Tanulmányok Tudományos Diákkörét (ELTE-ETTDK), mely elsősorban az európai gondolat történetét kutatta és kutatási eredményeit az Európai Bizottság Magyarországi Képviselete társ-kiadásával publikálta. 2002-től a Régiók Szövetsége Egyesület tagjaként az Euroatlanti Esték előadássorozat egyik szervezője. A 2006-os évben a Politológus Hallgatók Országos Egyesületének (PHE) első elnöke. 2007-2008 között az Objectif Europe III egyesület vezetője a Sorbonne egyetemen.
2006-ban az EU párizsi székhelyű kül- és biztonságpolitikai kutatóintézetében (EUISS) visiting fellow, az Európai Unió és Szudán kapcsolatait kutatva, különös tekintettel a darfúri krízisre. 2007-2008-ban a Nyugat-európai Unió Védelmi Bizottságánál (Assembly of the WEU - Defence Committee) visiting fellow, itt az orosz védelmi doktrínát, az unió csádi misszióját valamint drón-programjait kutatta. 2007-2008-ban a Magyar Külügyi Intézet ösztöndíjas kutatója, majd külső munkatársa 2014-ig.
2006-ban megalapította a CERPESC online nemzetközi CFSP kutatóközpontot, 2010-től a Pécsi Egyetem Afrika Kutatóközpontjának tagja, 2011-től a Cérium-ROP békefenntartási kutatóközpont szakértője a Montréal-i Egyetemen. 2013 őszétől részt vesz a BALKINT Kutatási Programban a Paris III Sorbonne Egyetem, IEE (Európa Tanulmányok Intézet) keretében.
2006-2008 között a párizsi magyar nagykövetség külső tanácsadója, 2008 februárjában az IRM felkérésére részt vett az UNAMID magyar kontingensének felkészítésében. 2011-ben az Európai Unió Tanácsa magyar elnökségének külső tanácsadója.
2012-2014 között magánúton posztdoktori kutatásokat folytatott Genfben a GCSP-nél és a The Graduate Institute-nál. 2014 szeptembertől a Honvéd Vezérkar Tudományos Kutatóműhelye (HVK-TKH) külső munkatársa. Főszerkesztésével, Besenyő János és Wagner Péter szerkesztőtársakkal jelent meg egy átfogó kötet Magyarország és a CSDP (az unió közös biztonság- és védelempolitikája) kapcsolatrendszeréről, Magyarország részvételéről az európai uniós műveletekben és missziókban.
2013-2015 között óraadó tanár a veszprémi Pannon Egyetemen, 2015-2016 között a Nemzeti Közszolgálati Egyetemen az ETT (Európa Tanulmányok Tanszék), illetve az SVKK (Stratégiai Védelmi Kutatóközpont) tudományos főmunkatársa. 2015-től a Szegedi Tudományegyetem Frankofón Központja francia nyelvű Európai Master Programjának (a Lille-i Egyetemmel közös francia képzés), majd a szintén francia nyelvű Európa-Afrika Master Programjának (az alexandriai Senghor Egyetemmel közös képzés) tanára. 2020-tól az Óbudai Egyetem Biztonságtudományi Doktori Iskola Afrika Kutatóintézetének vezető kutatója.
Európa számos kutatóintézetében és egyetemén megfordult kutatóként és meghívott előadóként. Magyar, francia, angol és német nyelven publikál, több francia és magyar könyv szerzője és további kötetek szerkesztője, emellett nagyszámú tanulmányt és publikációt (op-eds) közölt.

## Főbb művei
- Besenyő, János - Türke András István - Szénási, Endre: Wagner Group Private Military Company Volume 1 - Establishment, Purpose, Profile and Historic Relevance 2013-2023. Warwick: Helion, 2024. ISBN : 9781804516096
- “Chasse gardée” or “Faubourg”? Politico-Military Interventions of France in the Sahel Region" In: János Besenyő, Leonid Issaev & Andrey Korotayev (Eds.) : Terrorism and Political Contention - New Perspectives on North Africa and the Sahel Region. Springer, April 2024, pp. 77-105.
- "A CEDEAO (Nyugat-afrikai Államok Gazdasági Közössége) a nyugat-afrikai integrációs törekvések tükrében" In: Brucker, Balázs - Kruzslicz, Péter (szerk.): Frankofón Afrika, SZTE Frankofón Egyetemi Központ (CUF), Szeged, 2022. (2024) pp. 69-84.
- "Az afrikai Nagy-tavak térségének frankofón államai – Ruanda, Burundi és a Kongói Demokratikus Köztársaság" In: Brucker, Balázs - Kruzslicz, Péter (szerk.): Frankofón Afrika, SZTE Frankofón Egyetemi Központ (CUF), Szeged, 2022. (2024) pp. 263-296.
- (szerk.) A Jelenkori Franciaország I. - AZ V. KÖZTÁRSASÁG TÖRTÉNETE, BEL- ÉS KÜLPOLITIKÁJA, Bp: L`Harmattan. 2021 (408 p.), ISBN 978-963-414-832-6
- (szerk.) A Jelenkori Franciaország II. - TANULMÁNYOK A JELENKORI FRANCIAORSZÁGRÓL, Bp: L`Harmattan. 2021 (430 p.) ISBN 978-963-414-833-3
- Az Európai Unió első afrikai misszióinak és hadműveleteinek geopolitikája , Pécs: Publikon Kiadó. 2016. (246 p.)
- La Géopolitique des premières missions de l'Union européenne en Afrique, Paris: L'Harmattan. 2016(2), 2013. (256 p.)
- Charles de Gaulle Európa-politikája - Az európai integráció konföderatív alternatívája, Paris-Budapest: Europa Varietas Institute & Foundation. 2013. (130 p.)
- La Politique européenne de sécurité et de défense (PESD) - Quel bilan après dix ans? Quelles nouvelles orientations? Paris: L'Harmattan. 2012. (296 p.)
- (ed.) Stabilité, intégration, coopération et développement - Szeged : 10-11 novembre 2016 - Actes du colloque portant sur les grandes questions de la stabilité et du développement du continent africain, Szeged: CUF - Centre Universitaire Francophone. 2017. (202 p.)
- (szerk.) Magyarország és a CSDP – Magyar szerepvállalás az Európai Unió közös biztonság- és védelempolitikájában. Budapest : Zrínyi. 2015. (367 p.)
- (szerk.) Az Európai Unió a XXI. század küszöbén - Tanulmányok az európai integráció különféle aspektusaiból, Budapest: Europa Varietas Foundation. 2011. (156 p.)
- (szerk.) Plurimus Unum - Gondolatok Európa Egységéről Szöveggyűjtemény, Budapest: Európai Bizottság Magyarországi Képviselete & Europa Varietas Foundation. 2008 (521 p.)
- (ed.) Manuel des coopérations régionales et transfrontalières en Afrique, Paris: Europa Varietas Institute & Association Objectif Europe III - Sorbonne Nouvelle. 2017 (72 p.)
- (ed.) Manuel de La Diplomatie de l`Union européenne, Paris: Europa Varietas Institute & Association Objectif Europe III - Sorbonne Nouvelle. 2017 (46 p.)
- (ed.) From St-Malo to Lisbon - Selected documents of the Common Foreign & Security Policy in Europe (1998-2008), Paris: Europa Varietas Institute & Association Objectif Europe III - Sorbonne Nouvelle. 2013. (655 p.)
- (ed.) From Dunkirk to Amsterdam - Core Documents of the Common Foreign & Security Policy in Europe (1947-1997), Paris: Europa Varietas Institute & Association Objectif Europe III - Sorbonne Nouvelle. 2008. (280 p.)
- (szerk.) Európai föderalizmus a második világháború után (1946-51) - Dokumentumkötet, (European Federalisme after the second World War) Budapest: ELTE-ETTDK. 2006. (52 p.)
- "L`Union européenne et sa stratégie de rétablissement de la paix en Afrique", In András István Türke (ed.) Stabilité, intégration, coopération et développement - Szeged : 10-11 novembre 2016 - Actes du colloque portant sur les grandes questions de la stabilité et du développement du continent africain, pp. 67-86. Szeged: CUF - Centre Universitaire Francophone. 2017.
- "Az Európai Unió és Afrika kapcsolatrendszerének áttekintése", In András István Türke, János Besenyő, Péter Wagner (ed) Magyarország és a CSDP – Magyar szerepvállalás az Európai Unió közös biztonság- és védelempolitikájában(CSDP & Hungary Handbook), pp. 11-26. Budapest: Zrínyi. 2015
- "Magyarország részvétele az Európai Unió biztonság- és védelempolitikájában: intézményes és jogszabályi háttér" (Hungarian participation in the CSDP: the institutional and legal background) In András István Türke, János Besenyő, Péter Wagner (ed) Magyarország és a CSDP – Magyar szerepvállalás az Európai Unió közös biztonság- és védelempolitikájában (CSDP & Hungary Handbook), pp. 11-26. Budapest: Zrínyi. 2015.
- "Enjeux géopolitiques des premières missions de l’UE dans les Balkans occidentaux" In Vesselin Mintchev, Nikolay Nenovsky, Xavier Richer (ed) Western Balkans and the European Union - Lessons from past Enlargements, Challenges to Further Integrations, pp. 233-241. Sofia : University Publishing House “Stopanstvo”. 2015.
- "Magyarország szerepvállalása az Európai Unió biztonság- és védelempolitikájában (1989-2014)" (Hungary and the CSDP : The First 10 Years) In Csiki Tamás - Tálas Péter (ed) Magyar biztonságpolitika 1989-2014 (Hungarian Security Policy 1989-2014), pp. 73-92. Budapest : SVKK. 2014.
- "Afrika gazdasága" (The Economy of Africa) In Anita Frák (ed.) Pillanatkép Afrikáról, pp. 28–32. Pécs: IDResearch Kft. / Publikon. 2013.
- "Emberi jogok" (Human Rights in Africa) In Anita Frák (ed.) Pillanatkép Afrikáról, pp. 51–57. Pécs: IDResearch Kft. / Publikon. 2013.
- "Az Európai Unió jogi kereteinek fejlődése a 21. század elején" In András Türke (ed.) Az Európai Unió a XXI. század küszöbén - Tanulmányok az európai integráció különféle aspektusaiból, Budapest: Europa Varietas Foundation. pp. 36-53. 2011.
- "La crise albanaise en 1997 et l’Opération ALBA. Une occasion manquée ou le précurseur des opérations de la PESD dans les Balkans?" In Christine Manigand, Elisabeth du Réau et Traian Sandu, eds. Frontières et sécurité de l'Europe, pp. 159–178. Paris: L'Harmattan. 2008.
- "A darfuri krízis. Az Európai Unió tapasztalatai és tervei a térségben és az induló EUFOR Csád/KAK művelet" (Darfur crisis & Operation EUFOR Chad/RCA) In Külpolitikai Tanulmányok / Foreign Policy Papers, pp. 115–125. Budapest: Magyar Külügyi Intézet. 2008.
- "La Hongrie et la gestion des problèmes de sécurités et de stabilité à la périphérie de l'Union" In Temps, espaces, langages - La Hongrie à la croisée des disciplines, Tome II, Cahiers d'Études Hongroises 14-2/2007-2008, pp. 497–504. Paris: CIEH & L'Harmattan. 2008.
- The EU and NATO : a Strange Marriage, CERPESC 17/E/04/2017 - 09 January 2017, pp. 1-27. Paris: CERPESC. 2016.
- The Deficiencies, Mistakes and Contradictions of the New EU Foreign and Security Strategy - Evolution or Devolution? - From the « Solana Paper » to the « Mogherini Paper » CERPESC Analyses 16/E/03/2016, pp. 1-87 (with annexes), Paris: CERPESC. 2016.
- The Evolution of European Diplomacy in the Balkan Region - and the Reasons for the Dissolution of Yugoslavia CERPESC Analyses, Special issue / 2016 , pp. 1-16, Paris: CERPESC. 2016.
- La structure de commandement des missions et des opérations de la PSDC, CERPESC Analyses 12/E/02/2010, Paris: CERPESC. 2010. pp. 1-29.
- UE RSS/EUSSR Guinée-Bissau, CERPESC Analyses, CERPESC 10/AF/04/2009, Paris: CERPESC. 2008. pp. 1-30.
- Soudan - La complexité de la crise du Darfour, CERPESC Analyses, 08/AF/03/2008, Paris: CERPESC. 2008. pp. 1-62.
- The Operation ARTEMIS in the Democratic Republic of Congo, CERPESC Analyses, 07/AF/02/2008, Paris: CERPESC. 2008. pp. 1-38.
- "Franciaország és afrikai gyarmatai a függetlenné válás után", Rubicon 2023/2-3, pp. 134-139.
- "Macron elnök Afrika-politikája a Száhel-szaharai övezetben, 2017–2022 között", Honvédségi Szemle 2023/1, pp. 41-63.
- "Francia diplomácia Macron első periódusának idején /2017-2022/ - I. rész: Európa", Szakmai Szemle 2022/4, pp. 26-46.
- "The ECOWAS (Economic Community of West African States) in Focus of West African Integration Efforts", JCEEAS (Journal of Central and Eastern European African Studies), Vol 2. Number 2 2022, pp. 168-188.
- "Integrációs törekvések frankofón Afrikában a függetlenné válástól napjainkig", EuVI Elemzések, 2022.01.09., pp. 1-17.
- Reflexiók a magyar külpolitika elemzői hátterének szerepéről, KONFERENCIA / A rendszerváltás utáni magyar külpolitika elméleti megközelítésben, 2021.11.11. Nemzeti Közszolgálati Egyetem, Ludovika Campus -  előadás
- "A francia nemzetbiztonsági szolgálatok átszervezéséről és jelenlegi helyzetéről" , Szakmai Szemle 2015/4, pp. 5-28.
- "Le nouveau nationalisme russe et son impact sur l`extrême-droite et le populisme est-européens" Cahiers des études hongroises et finlandaises : L'Europe à contre-pied : idéologie populiste et extrémisme de droite en Europe centrale et orientale, pp. 213-226, Paris : CIEH Paris – Sorbonne Nouvelle Paris III. 2015.
- "Az uzbin-i csapda francia tapasztalatai és következményei 6 év távlatából", Szakmai Szemle 2014/3, pp. 175-185.
- "Euro-African Security Cooperation : A Field of Mitigated Success..." African Geopolitics 2014/2, Nr. 51., pp. 81-91.
- "Egységben kétség?" - A 2010-es francia-angol védelmi együttműködés három éves mérlege", Nemzet és Biztonság 2014/1, p. 64-80., Budapest: SVKK.
- Magyar külpolitika a szubszaharai övezetben - 2013 (EuVI elemzés a Külkapcsolati Bizonyítvány számára)
- "Néhány gondolat a magyar diplomácia stratégiáiról," EuVI-Blog, 2012
- "Hungary is facing a value-oriented change", Euractiv.com, 2010.06.08.
- "Kísérletek az Európai Unió jogi kereteinek megváltoztatására a 21. század elején." Politikatudományi Szemle XVIII/1. 2009/1, pp. 70–94.
- "Az ENSZ és az EU válságkezelési műveletei a Kongói Demokratikus Köztársaságban", Külügyi Szemle, 2005/1-2, pp. 12-36. (Rácz András társszerzővel)
- "Az Európai Unió ARTEMIS elnevezésű hadművelete a Kongói Demokratikus Köztársaságban", Új Honvédségi Szemle, LIX. évf., 2005/2, pp. 56-73.
- "Az európai alkotmányozási folyamat: a Konvent alkotmányterve", Közpolitika 9-10, 2004 nov. pp. 5-30.
- "Svájc alkotmánya napjainkban", Pp Politikai, Politikatudományi szaklap 2001/10, pp. 8-15.
- "A francia V. Köztársaság alkotmánya napjainkban" Pp Politikai, Politikatudományi szaklap 2001/7, pp. 3-8, Budapest: Eötvös Loránd Tudományegyetem (ELTE).

## Műfordítások
- Erich Kästner: Emil meg a három ikergyerek; ford. Türke András István, ill. Walter Trier; Türke István, Bp., 1993